# Krithe bartonensis
Krithe bartonensis är en kräftdjursart som först beskrevs av T. R. Jones 1857.  I den svenska databasen Dyntaxa används istället namnet Krithe praetexta. Krithe bartonensis ingår i släktet Krithe och familjen Krithidae. Arten är reproducerande i Sverige. Inga underarter finns listade i Catalogue of Life.